# Vorniceni (Botoșani)
Vorniceni è un comune della Romania di 4 500 abitanti, ubicato nel distretto di Botoșani, nella regione storica della Moldavia.
Il comune è formato dall'unione di 3 villaggi: Davidoaia, Dealu Crucii, Vorniceni.